# Шестая битва при Изонцо
Шестая битва при Изонцо (ит. Sesta battaglia dell'Isonzo) — наступление итальянских войск на позиции австро-венгерской армии, проводившееся 6 — 17 августа 1916 года. Завершилось частичным успехом, изменила линию фронта на итальянском театре боевых действий.
Луиджи Кадорна, начальник итальянского генштаба, решил воспользоваться снятием Конрадом фон Хётцендорфом австро-венгерских войск с фронта на Изонцо для наступления в Трентино, чтобы начать наступление против ослабленных австро-венгерских позиций.

## Начало наступления
6 августа 3-я итальянская армия перешла в наступление в полосе шириной свыше 23 км от горы Саботино, севернее Гориции, до моря. Учитывая неудачный опыт предыдущих операций, наступлению предшествовала мощная артиллерийская подготовка, которая дала результаты. Были разрушены укрепления австро-венгерской армии, подавлены её батареи. К середине дня, огонь артиллерии был перенесен вглубь обороны австрийцев, в атаку пошла пехота. Итальянцы захватили весь массив Саботино, в излучине реки (севернее Гориции 4-5 км). Также успешно развивалось наступление и в последующие 2 дня. 8 августа итальянцы вышли на берег Изонцо западнее Гориции. Часть сил переправилась через реку, двинулась вверх по склонам к Гориции и захватила её. В то же время восточнее Изонцо, австрийцы успели образовать новый фронт, по господствующим высотам, вследствие этого 10 августа атаки итальянцев уже не имели такого успеха. В последующие дни бои имели ожесточенный характер, но никакого заметного результата не принесли.

## Итоги наступления
17 августа Горицкая операция итальянских войск, получившая название «Шестое сражение при Изонцо», завершилась. «Шестое сражение при Изонцо» дало итальянской армии какие-то результаты в отличие от предыдущих неудачных наступлений. Был захвачен ряд населенных пунктов, в том числе и город Гориция, улучшилось оперативное положение итальянских войск и достигнут моральный эффект от этой успешной операции. В ходе «Шестого сражения при Изонцо» итальянская армия потеряла 74 тыс. человек убитыми и ранеными, Австро-Венгрия потеряла 61 тыс. человек убитыми и ранеными и 20 тыс. пленными.